# A Filetta

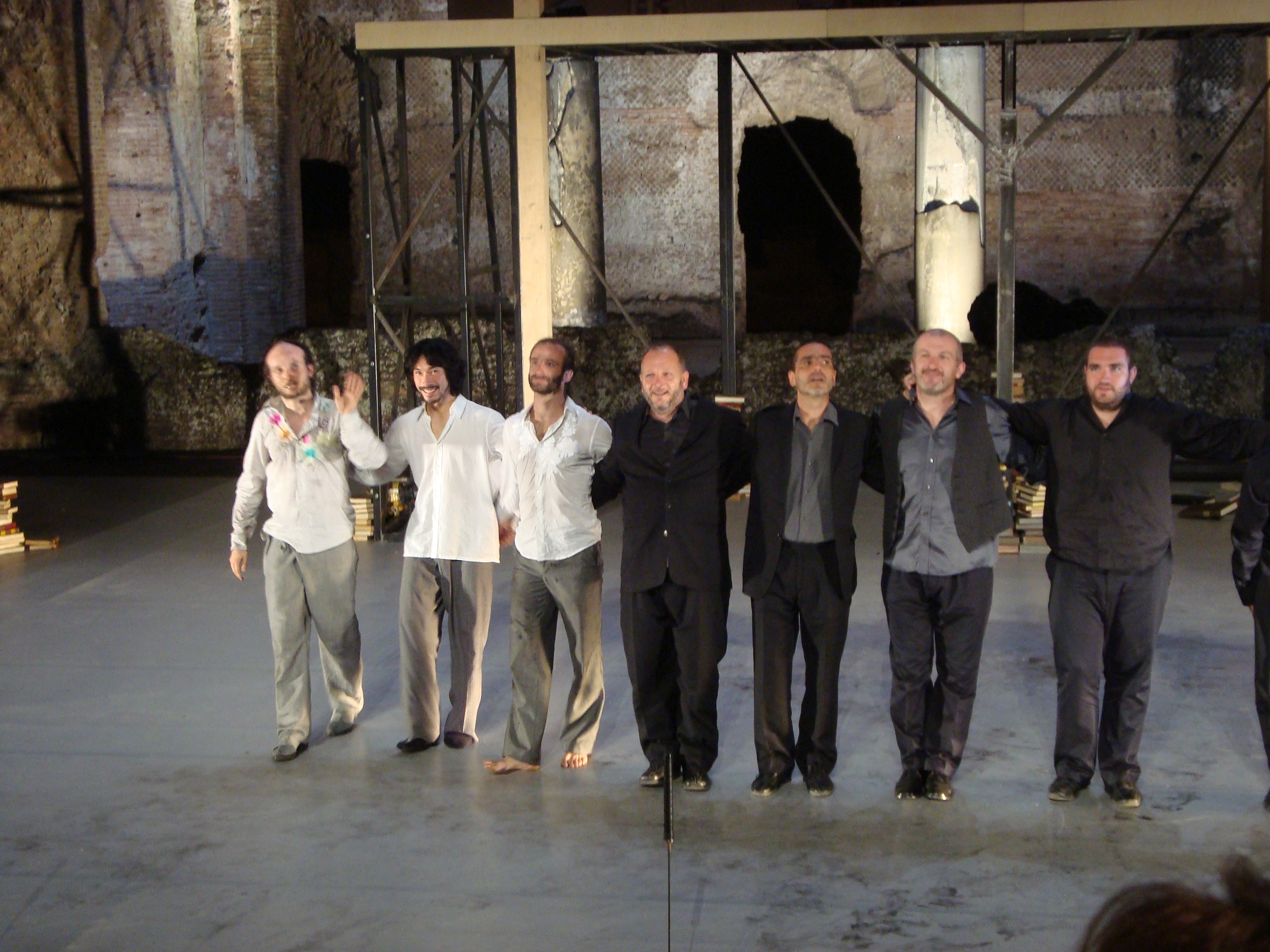
De choreograaf Sidi Larbi Cherkaoui (uiterst links) met A Filetta aan het slot van Apocrifu, 24 juni 2009, Villa Adriana

A Filetta is een Corsicaanse zanggroep, in 1978 in de Haute-Corse werd opgericht door Michele Frassati.

## De naam
De naam "A Filetta" verwijst naar de Corsicaanse uitdrukking voor iemand die naar het continent is vertrokken en dusdanig verfranst is dat hij zich zijn oorsprong niet meer herinnert: "s'hè scurdatu di a filetta".
A filetta, de varen Woodwardia radicans, die grote delen van het eiland bedekt en vooral de soort die zo sterk wortelt dat het haast niet mogelijk is hem onbeschadigd te verplaatsen, wordt beschouwd als een van de symbolen van de Corsicaanse identiteit.

## Doelstelling
Sinds de toetreding van Jean-Claude Acquaviva tot de groep in 1978 zet A Filetta zich met een in de loop der jaren sterk wisselende bezetting in voor het behoud van het muzikale culturele erfgoed van het land. Aanvankelijk beperkt men zich, net als veel andere groepen binnen de riacquistu (de in de jaren zeventig opkomende beweging die ernaar streeft zo veel mogelijk nog bestaande kennis uit de orale traditie te redden en over te dragen, waarbij uiteraard de eigen taal een grote rol speelt), tot tamelijk geëngageerde teksten, poëzie van bekende lokale dichters en eigen creaties, met gitaarbegeleiding. In de loop der jaren verschuift de focus naar de polyfonie, mede door de zich ontwikkelende interesses van een aantal leden en de betrokkenheid van de groep bij de religieuze gemeenschap ter plaatse (de cunfraterne).
Al meer dan 30 jaar zingt A Filetta traditionele polyfonie, maar de groep heeft ook een sterk innovatief karakter. Met eigen creaties en door zich open te stellen voor de wereld, voor alle culturen, voor iedereen heeft de groep niet alleen de traditie een nieuwe impuls gegeven, maar ook het culturele leven in La Balagna, de streek waar de leden wonen en werken, tot grote bloei gebracht. Naast de organisatie van het festival "Rencontres Polyphoniques" dat ieder jaar in de maand september bijzondere (polyfone) groepen en artiesten uit alle windstreken verenigt in Calvi heeft de groep o.a. bijgedragen aan talloze bijzondere projecten op het gebied van zang (zowel profaan als religieus), theater, ballet en film.
De carrière van A Filetta laat zich kenmerken door een opeenvolging van ontmoetingen waardoor zij én anderen hebben kunnen groeien. Deze ontmoetingen brachten de groep naar alle delen van de wereld. Zo traden ze in 2009 onder meer op in Frankrijk, Duitsland, Polen, Ierland, Brazilië, in de Baltische staten, België, Italië en Oostenrijk. In 2010 ging de groep ook naar Japan, Korea en Réunion.
Vanaf 2012 begeleidt de groep samen met de Libanese zangeres Fadia Tomb El-Hage en de Japanse fluitist en percussionist Kazunari Abe de dansvoorstelling PUZ/ZLE, onder choreografie van de Vlaams-Marokkaanse choregraaf Sidi Larbi Cherkaoui.

## De groep
De groep heeft tot nu toe altijd alleen uit Corsicaanse mannen bestaan. In 2013 bestaat de groep uit 6 zangers:
- Jean-Claude Acquaviva (sinds 1978)
- Paul Giansily (sinds 1983)
- Jean-Luc Geronimi (sinds 1994)
- Jean Sicurani (sinds 1978)
- Maxime Vuillamier (sinds 1989)
- Ceccè Acquaviva (sinds 2005)

### Voormalige leden
- José Filippi (1984–2012)

## Discografie
- 1981 : Machja n’avemu un antra
- 1982 : O Vita
- 1984 : Cun tè
- 1987 : Sonnii Zitillini
- 1987 : In l'abbriu di e stagioni
- 1989 : A u Visu di Tanti
- 1992 : Ab Eternu (bekroond: Diapason d'Or)
- 1994 : Una Tarra ci hè (bekroond: Choc du Monde de la Musique)
- 1997 : Passione (bekroond met zowel de Diapason d'Or als de Choc du Monde de la Musique)
- 1998 : Soundtrack van de film "Don Juan" van Jacques Weber
- 1999 : Soundtrack van de film "Himalaya, l'enfance d'un chef" van Éric Valli
- 2000 : Soundtrack van de film "Le libertin" van Jacques Weber
- 2000 : Medewerking aan de soundtrack van de film "Comme un aimant" van Kamel Saleh en Akhenaton
- 2001 : Soundtrack van de film "Le Peuple migrateur" van Jacques Perrin
- 2002 : Intantu
- 2002 : DVD "A FILETTA, voix corses" van Don Kent uitgebracht op 14 mei 2002. (Éditions Montparnasse)
- 2003 : Sì di mè
- 2005 : Liberata Soundtrack televisiefilm France 3
- 2006 : Medea
- 2008 : Bracanà (Deda/Harmonia Mundi distr.)
- 2009 : DVD "Trent'anni pocu, Trent'anni assai" incl. de bonus-CD "Pè a Scusa"
- 2011 : MISTICO Mediterraneo
- 2011 : Di Corsica Riposu, Requiem pour deux regards
- 2012 : Pè a Scusa

## Prijzen
- Grand Prix de l'académie Charles Cros (1995 en 2008)
- Diapason d'Or (1993, 1997)
- Choc du Monde de la Musique (1993, 1995, 1997)
- César voor de beste filmmuziek voor "Himalaya l'Enfance d'un chef" (2000)